# Ion Irimie

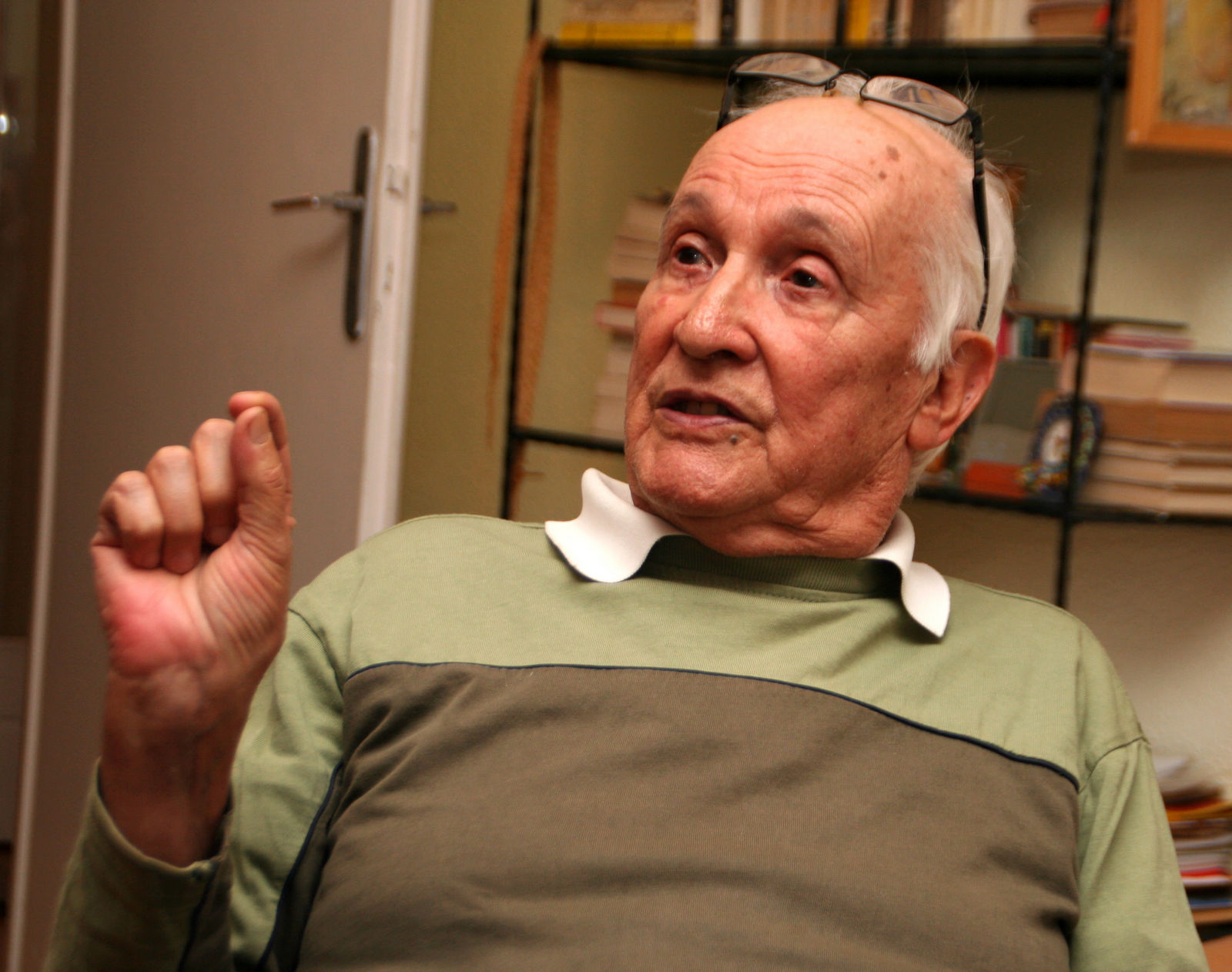
Ion Irimie acasă, Cluj-Napoca

Ion Irimie (n. 8 iunie 1931) a fost un profesor universitar la catedra de Filosofie a Facultății de Istorie-Filosofie Universitatea Babeș-Bolyai, unde a predat cursuri de Materialism Dialectic, Teoria cunoașterii și Introducere în cibernetică. Din 1990 locuiește în Germania.

## Biografie
Născut la data de 8 iunie 1931, în satul Buia, județul Sibiu

### Educație
- Clasele primare, la școala din sat.

- Studii medii la Școala Normală din Blaj

- Studii superioare: Facultatea de pedagogie și psihologie[2]

- Curs post-universitar: Școala de lectori, București

- Doctorat: Facultatea de filosofie, Universitatea de stat din Moscova,[3], Lomonosov, Rusia

### Carieră academică
- Profesor universitar, UBB Cluj-Napoca, din 1976

## Cărți publicate

### Cărți publicate după 1989
- Aduceri aminte, Ed. Argonaut, 2010, ISBN 978-973-109-175-4[4]
Volumul , așa cum menționează titlul, este o călătorie în timp,aduce cu mult farmec si prospețime, evitând pastișa paseistă, tremurul interior al celui care-și reconstituie trecutul, nu numai cu nostalgie, dar și cu speranța în bine, adevăr și frumos. Limbajul este pitoresc, ardelenesc, din jurul Sibiului - comuna Buia - locul în care s-a născut, a copilărit, a traversat adolescența spre tinerețe, uzând de stil epistolar, fiindcă toate volumele amintite sunt dedicate nepotului său iubit - Sergiu. Găsim în volum două lumi care-și șoptesc una alteia lumea copilăriei, adolescenței, tinereții și cealaltă, a maturului, cu farmecul rememorării, dar și cu perspectiva morală asupra oamenilor și a evenimentelor care i-au influențat sensibilitatea, i-au format caracterul cu trăsături ca: decența, dragostea pentru adevăr, tenacitatea de-a nu abdica de la ideile în care crezi și pe care se clădește nu numai caracterul , ci și destinul .[5]
- Scrisori despre informație, Ed. Argonaut 2010,  ISBN 978-973-109-205-8[6]
Volumul "Scrisori despre informație" prezintă cea mai importantă teză a cercetării sale - o viziune modernă, originală despre informație, precum și definirea conceptului de "informație ca informație". Definirea noțiunii, cu toate componentele ei, nu ușor de descifrat, i-a solicitat aproape cinci decenii de cercetare, un demers lent, dar sigur, pe baza unor analize temeinice raportate la cercetările anterioare în domeniu, de multe ori pline de dificultăți, de controverse. Profesorul motivează acest volum prin nevoia unei viziuni sistemice a preocupărilor anterioare, cercetarea temei rămânând deschisă tinerilor, fiind de mare actualitate. Și în acest volum se adresează în stil epistolar nepotului său, Sergiu, dezvăluindu-i drumul parcurs, deoarece clarificarea conceptului îi solicita să descifreze raporturile acestuia cu alte realitați: lume, substanță și energie,timp și spațiu, cauză și efect ; să releve universul omului- știință și conștiință, libertate și finalitate, adevăr și valoare etc.[7]
- Homo philosophicus și Problema înstrăinării, Ed. Argonaut 2010, ISBN 978-973-109-229-4[8]
Și în acest volum, autorul pune în evidență spiritul său iscoditor, căutând argumente pentru teza pe care o propune cititorilor "filozofia nefilozofilor" . "Devenirea întru ființă" s-a format treptat prin diverse mutații și evoluții, printr-o uimitoare evoluție culturală, ajungându-se la strămoșul omului - "omul de Cro-Magnon, omul sapiens" care, spre deosebire de ipostazele lui anterioare, a putut prelucra informația din percepții, de aici la noțiuni, la judecăți, analogii, uzând de funcțiile logicului, de gândire și limbaj, prin care se deosebește de animal,caracteristică a speciei OM. Discuția referitoare la " Homo faber" și lumea ideilor a condus la "Homo philosophus" și la " Homo religiosos", existând între ei relații de apropiere, de diferențiere și interferențe. Cu spirit analitic, deosebit de nuanțat, autorul aduce nota de originalitate,privind aspectele de "filozofie si filozofare", care trebuie văzute în accepțiuni interdisciplinare.[9]
- Impresii, opinii, atitudini, Ed. Argonaut, 2010, ISBN 978-973-109-205-8[10]
Volumul îl arată pe profesorul filozof - Ion Irimie - ancorat în realitățile contemporane, dovedind prin articolele cuprinse în volum că este un spirit constructiv pomovând un jurnalism civic, izvorât din frământările acestei lumi, ocolind patetismul și patima, și cultivând un stil sobru, echilibrat. În "Cuvântul înainte", autorul mărturisește că în ultimii douăzeci de ani, a fost nevoit să trăiască în străinătate - Germania - timp, în care a acumulat multe impresii, pe care le-a valorificat în cele 50 de articole, publicate, mai întâi, în ziarul clujean "Făclia", și adunate în ultimul an în volum. Articolele abordează un evantai larg de analize, de comparații între realitățile observate în străinătate și cele din realitatea românească, putându-se grupa ca tematică astfel: realitate economică și politică; tematică culturală, tematică religioasă, alegerile parlamentare și prezidențiale.[11]
- Jocul de-a poezia, Ed. Argonaut, 2010, ISBN 978-973-109-221-8[12]
Când profesorul filozof - Ion Irimie - a considerat că s-a exprimat în lumea ideilor și a spațiului public, a abordat "Jocul de-a poezia" și, așa cum mărturisește în "Avertisment": "Paginile ce urmează/ Nu se vor de poezie / Sunt așa un fel de joacă / Ca să-mi placă numai mie", relevă modestia pe care o are în arta cuvântului, afirmă că cele 99 de poezii sunt , doar un exercițiu, " o întâmplare" în scrisul său. Dacă cititorul urmărește problematica acestor creații, cu destulă ușurință, descoperă că ele alcătuiesc un adevărat florilegiu de teme, idei, trăiri, cuvinte, cuvinte... prin care relevă forța imaginii creatoare izvorâtă dintr-un gând șoptit referitor la profunzimile trăirilor sale sau ale semenilor. Primele 12 creații sunt poezie de idei,un omagiu adus marilor gânditori ai lumii ca: "Filozofie", "Aristotel", "Kant", "Heidegger", "D.D Roșca", "Blaga" etc.[13]
- Informație și cauzalitate, Ed. Argonaut, 2012, ISBN 978-973-109-364-2[14]
- Povestea unei operații, Ed. Napocastar, 2014, ISBN 978-606-690-174-1